# 겔론

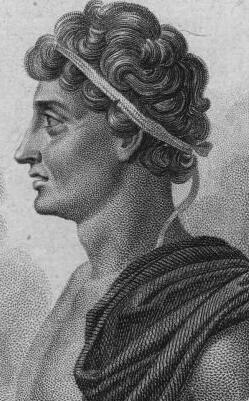

겔론(영어: Gelon)은 Bc 540? BC 478 동안의 시라쿠사의 참주이다.

## 일생
시칠리아의 겔라(BC 491~BC 485)와 시라쿠사(BC 485~BC 478)의 참주. 히포크라테스가 죽은 뒤 겔라의 참주가 되었으며, BC 485년 당쟁(黨爭)을 틈타서 시라쿠사에 들어가 참주가 되어 황금시대를 이루었다. 또 용병대(傭兵隊)와 강력한 함대를 가졌으며, BC 480년 카르타고가 시칠리아에 침입해왔을 때 아크라가스의 참주 테론과 결탁, 히메라에서 이를 격퇴하였다.

## 활동
페르시아의 크세르크세스가 그리스 지역을 점령하기 위해 200만명이 넘는 군대를 이끌고 쳐들어오자 그리스 지역에서는 아테네와 스파르타 등에서 사절단을 시라쿠사 왕 겔론에게 지원을 요청한다. 하지만 전쟁 지휘권을 놓고 의견이 엇갈려 겔론은 사절단의 요청을 거절함으로서 사절단은 빈손으로 그리스 지역으로 돌아가게 된다.